# Большой Вудъявр
Большой Вудъя́вр — озеро плотинного типа в Мурманской области, расположенное в центральной части Кольского полуострова. Площадь озера 3,26 км², глубина до 40 метров. Высота над уровнем моря — 312,7 м. Площадь водосбора — 125 км².
В переводе с саамского языка «вудъявр» означает «горное озеро».
Озеро Большой Вудъявр упоминается под своим старым названием — Ведиозеро в книге Алая Михалкова, составленной в 1608—1611 годах.
Имеет круглую форму диаметром около 2 километров, представляя собой самое крупное озеро в Хибинских тундрах. Питание озера в основном снеговое и дождевое. Из южной части озера вытекает река Белая, соединяющая Большой Вудъявр с Имандрой, с севера в озеро впадают реки Вудъяврйок, Лопарская и Юкспоррйок. Южнее находится крупная морена, прорванная рекой Белая. Берег озера изрезанный.
На южном берегу озера расположен город Кировск, на восточном берегу — посёлок Юкспорйок 1, к северу от озера находится самый северный ботанический сад России. Озеро со всех сторон окружено горами, с западной стороны к озеру вплотную прилегает гора Вудъяврчорр (1068 м) — одна из самых высоких вершин Хибин.
Большой Вудъявр в прошлом использовался для снабжения Кировска и его окрестностей питьевой водой. Также озеро имеет рыбохозяйственное значение, из рыб в Большом Вудъявре обитают кумжа, в устье реки Вудъяврйок — голец.
В 2005 году в районе Большого Вудъявра проводился чемпионат России по ски-альпинизму.
В 2006 году власти обеспокоились экологическим состоянием озера. В ходе проверки озера и прилегающей территории было обнаружено большое количество строительного мусора, металлолома, старых шин. В грунте обнаружены следы пролитых нефтепродуктов, которые могли поступать в озеро с паводковыми и талыми водами. Против службы благоустройства Кировска и расположенных на берегу озера предприятий — «Кировского ЖКУ» и Кировского автотранспортного предприятия (АТП) было возбуждено уголовное дело.
В 2009 году на озере проводились учения по ликвидации разлива нефтепродуктов.
На озере также располагается отстойник сточных вод рудников горнодобывающего и обогатительного комбината АО «Апатит», Кировского и Расвумчоррского.